# 17496 Augustinus
17496 Augustinus (1992 DM2) là một tiểu hành tinh vành đai chính được phát hiện ngày 29 tháng 2 năm 1992 bởi F. Borngen ở Tautenburg.